# Национальный монумент Шотландии
Национальный монумент Шотландии (англ. National Monument of Scotland) — мемориальное сооружение на вершине Колтон-Хилл в Эдинбурге (Шотландия), посвящённое памяти шотландских солдат и моряков, погибших в наполеоновских войнах. Согласно надписи на самом памятнике, он был задуман как «напоминание о прошлых подвигах народа Шотландии и призыв к грядущим».
Проект монумента по образцу афинского Парфенона был разработан в 1823—1826 годах Чарльзом Кокереллом и Уильямом Генри Плейфэром. Строительство началось в 1826 году, но в 1829 году было остановлено из-за нехватки средств и больше не возобновилось. В результате проект стал жертвой насмешек и приобрёл такие нелицеприятные прозвища, как «Позор Шотландии», «Позор Эдинбурга», «Эдинбургская блажь», «Гордость и нищета Шотландии» и тому подобные.

## Проект
В 1816 году Королевское общество Хайленда выступило с призывом о создании национального монумента, призванного увековечить память погибших в наполеоновских войнах. Первоначально предполагалось разместить мемориал на холме Маунд в центре Эдинбурга, но окончательный выбор был сделан в пользу другого эдинбургского холма — Колтон-Хилл.
На подготовительном этапе было выдвинуто несколько проектов мемориала, два из которых привлекли наибольшее общественное внимание: церковь в стиле римского Пантеона (проект Арчибальда Эллиота) и «точная копия Парфенона». Главной движущей силой кампании за строительство мемориала по образцу афинского Парфенона стал Томас Брюс, 7-й граф Элгин, в 1802—1812 годах перевёзший из Афин в Британию знаменитые парфенонские статуи (мраморы Элгина). Идею «нового Пантеона» как памятника «шотландскому оружию» по большей части поддерживали сторонники партии тори, а в пользу «нового Парфенона» как «символа цивилизованной Шотландии» выступали виги. Проект Элгина получил поддержку со стороны многих известных эдинбуржцев, таких как Вальтер Скотт, лорд Генри Кокберн и лорд Френсис Джеффри, и в итоге был официально утверждён в июне 1821 года.
Согласно первоначальному плану, на участке вокруг мемориала должны были расположиться обширные катакомбы, предназначенные для погребения выдающихся общественных и культурных деятелей. Монумент был призван стать «шотландской Вальгаллой» — национальным аналогом Вестминстерского аббатства в Лондоне как места захоронения великих людей, прославивших Великобританию.
В июле 1822 года специальным парламентским актом была учреждена Королевская ассоциация вкладчиков в создание Национального монумента Шотландии. Месяц спустя был торжественно заложен первый камень в основание мемориала.
В 1822 году лорд Элгин привлек к работе над проектом Чарльза Кокерелла (как ведущего архитектора) и Уильяма Генри Плейфэра (как руководителя строительных работ). Кокерелл, английский археолог и архитектор, в свое время тщательно исследовал афинский Парфенон, а Плейфэр к тому времени уже зарекомендовал себя как выдающийся представитель неогреческого стиля. В связи с этим назначением архитекторы удостоились шутливого прозвища «Иктин и Калликрат» (по именам древнегреческих зодчих — строителей Парфенона).

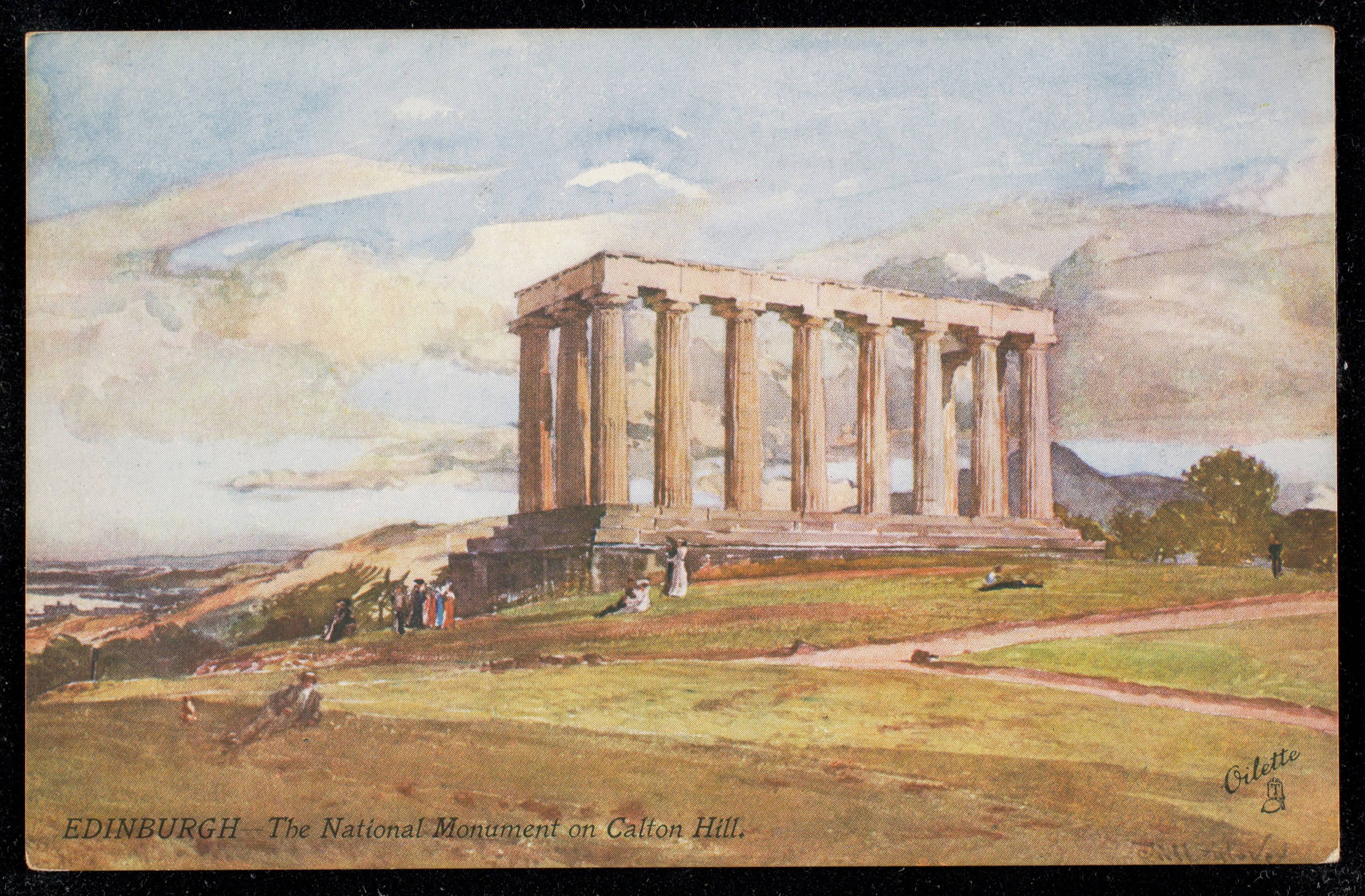
Национальный монумент на Колтон-Хилл. Почтовая открытка, 1903 год. Неизвестный автор
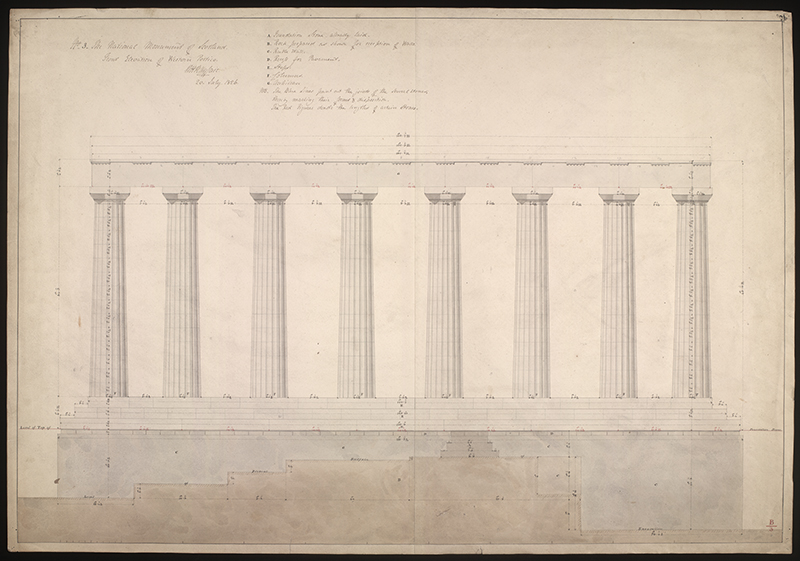
Проект Национального монумента Шотландии, западный портик, фасад. Чертеж Уильяма Генри Плейфэра, 1826 год
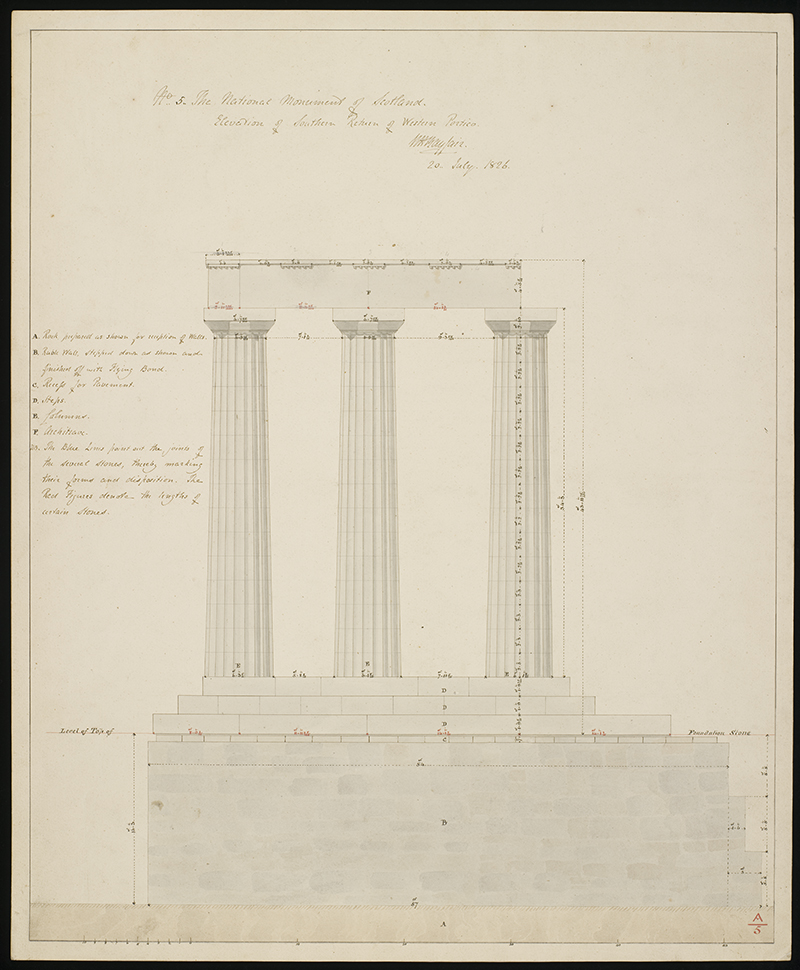
Проект Национального монумента Шотландии, западный портик, вид сбоку. Чертеж Уильяма Генри Плейфэра, 1826 год

## Закладка фундамента
Первая каменная плита весом в 6 тонн была заложена в основание монумента 27 августа 1822 года. Церемония была приурочена к визиту Георга IV в Шотландию, но король пренебрег запланированными торжествами и предпочел отправиться на охоту.
Тем не менее, закладка фундамента прошла с большой пышностью. Торжественная процессия, включавшая в себя официальных заказчиков памятника, представителей от масонских лож и прочих важных особ, проследовала от Парламент-сквер на вершину Колтон-хилл в сопровождении полка Королевских шотландских серых и 3-го полка Его Величества королевских гусаров (оба эти формирования в своё время сыграли важную роль в сражениях с Наполеоном). Шествие возглавлял герцог Гамильтон — глава самого родовитого из шотландских аристократических семейств некоролевской крови и великий мастер Великой ложи Шотландии.
Вместе с каменной плитой в котлован были помещены мемориальные таблички; этот момент церемонии был отмечен пушечными салютами в Эдинбургском замке и других местах города.

## Строительство
В январе 1822 года была объявлена предварительная стоимость строительных работ: 42 000 фунтов стерлингов. Однако сбор средств продвигался медленно: так, за первые полгода, к моменту закладки основания, удалось собрать лишь 16 тысяч фунтов. Велись переговоры о возможной парламентской субсидии в размере 10 тысяч фунтов, которая могла быть предоставлена при условии, что монумент будет удовлетворять требованиям Акта о церковных зданиях 1818 года, но в итоге добиться помощи от британского парламента не удалось.

Строительные работы начались только в 1826 году. В протоколах Королевской ассоциации вкладчиков за этот год предписывалось 
…принять храм Минервы, или афинский Парфенон, за образец для Монумента и возвратить всему цивилизованному миру сию прославленную и по справедливости достойную восхищения постройку безо всяких отклонений и изменений, исключая лишь приспособление скульптур к жизненным событиям и свершениям Шотландских Героев, доблесть и славу которых оно призвано запечатлеть и продлить в веках, а также ту часть монумента или строения, которая, согласно условиям вышеупомянутого Акта, долженствует представлять собою церковь, или же место, предназначенное для богослужений, и как таковая пребывать на бессрочном попечении вышеназванной Ассоциации. 

Подрядчиком стала фирма «Уильям Уоллес и сын», использовавшая отборные материалы и лучших работников. Камень доставляли с острова Крейглит; для подъёма на холм каждого из самых крупных блоков требовалось 12 лошадей и 70 человек. Всё это означало большие расходы, и в 1829 году средства, выделенные на строительство, оказались исчерпаны. 30 июня 1929 года в письме к Коккерелу Плейфэр подвел неутешительные итоги проекта:
…Наш Парфенон окончательно зашел в тупик. Боюсь, он так и останется наглядным доказательством гордости и нищеты нашей Шотландии. Кладка превосходная, лучшего нельзя и пожелать, и колонны выглядят так, словно вытесаны из цельного камня. При солнечном свете, когда между ними синеет чистое небо («нечасто же такое случается», — наверняка скажете вы), они совершенно прекрасны. Но на удивление невелики, да еще и придавлены архитравом <…>. Срок контракта с Уоллесом вышел, и что будет дальше, я не знаю. Предполагаю, что ничего.
Привлечь новых спонсоров действительно не удалось: к этому времени неогреческая архитектура в Шотландии вышла из моды и стала восприниматься как чуждая или даже противоречащая национальному духу. На момент остановки работ была реализована лишь небольшая доля проекта: часть стилобата, двенадцать дорических колонн и архитрав. В таком виде Национальный монумент Шотландии существует и по сей день.

## Планы по завершению строительства

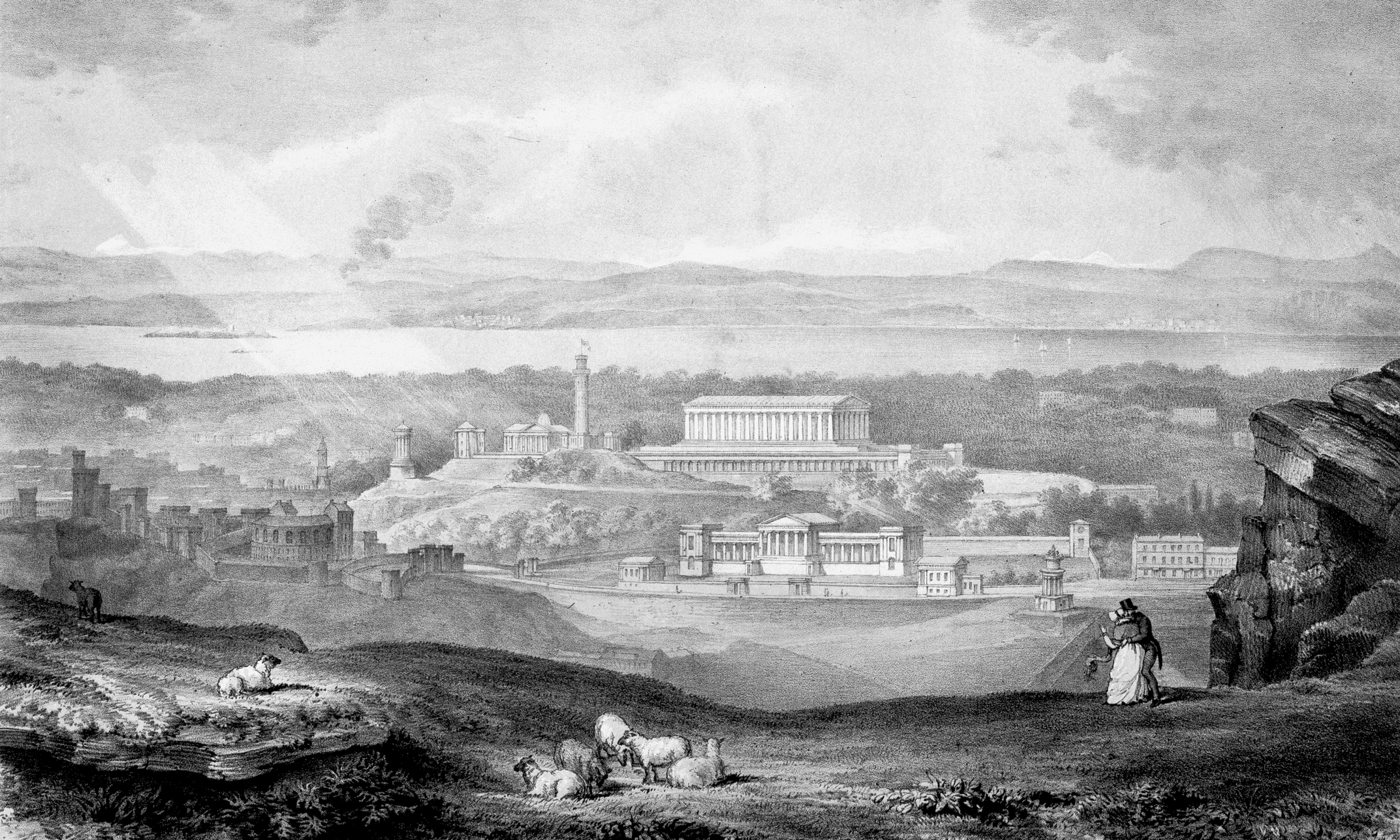
, фантазия на тему завершенного Национального монумента Шотландии, 1830-е годы

С 1830-х годов и вплоть до наших дней выдвигались различные предложения по завершению мемориала. Некоторые живописцы и архитекторы, в том числе Джордж Мейкл Кемп, по проекту которого был построен Монумент Скотта в Эдинбурге, создавали художественные фантазии на тему Национального монумента в том виде, какой он должен был приобрести согласно исходному замыслу. В XIX столетии, как правило, предлагали довести первоначальный замысел до конца, но в начале XX века появились альтернативные идеи. Национальный монумент предлагали преобразовать:
- в памятник королеве Виктории (1901);
- в памятник Акту об унии 1707 года — официальному объединению Англии и Шотландии в единое королевство Великобритания (1907);
- в новое здание Национальной галереи Шотландии (1907);
- в здание парламента Шотландии (1908);
- в мемориал, посвящённый памяти павших в Первой Мировой войне (1918, предложение Джорджа Вашингтона Брауна[англ.])[1].

Один из последних и самых необычных проектов по реконструкции монумента был выдвинут в 2004 году архитектором Малкольмом Фрэзером (англ. Malcolm Fraser): предлагалось заменить недостающие колонны тибетскими шестами для молитвенных флагов, к которым можно было бы крепить записки с молитвами и пожеланиями. Из-за отсутствия средств и поддержки со стороны местных жителей ни одно из подобных предложений не было принято.
В наши дни Национальный монумент в его «незавершенном» виде, вызывающем ассоциации с руинами античных построек, воспринимается как неотъемлемая часть пейзажа Колтон-Хилл. Он был включен в список памятников категории «А» и превратился из «позора Шотландии» в узнаваемую туристическую достопримечательность и предмет гордости эдинбуржцев.
В декабре 2008 года была проведена реставрация монумента, в ходе которой восстановили одну из сместившихся архитравных балок.

### Статьи
- Fehlmann, Mark. A Building from which Derived "All that is Good": Observations on the Intended Reconstruction of the Parthenon on Calton Hill (англ.) // Nineteenth-Century Art Worldwide. a journal of nineteenth-century visual culture. — Online Journal: Association of Historians of Nineteenth-Century A, 2005. — Vol. 4, iss. 3.
- McKee, Kirsten Carter. The Genius Loci of the Athens of the North: The Cultural Significance of Edinburgh's Calton Hill (англ.) // Garden History. — 2015. — Iss. 43. — P. 64—69. — ISSN 0307-1243. — JSTOR 26589592.